# Danuta Nowicka
Danuta Czesława Nowicka (ur. 20 lipca 1951 w Niegowonicach) – polska polityk, działaczka związkowa i inżynier metalurg, posłanka na Sejm VIII i IX kadencji.

## Życiorys
W 1975 ukończyła studia na Wydziale Metalurgicznym Politechniki Częstochowskiej, specjalizując się w metalurgii stali i surówki. Pracowała w hucie CMC Zawiercie, gdzie przez wiele lat (do 2014) była przewodniczącą struktur NSZZ „Solidarność”. W 2013 wystąpiła przeciw grupowym zwolnieniom w hucie.
W wyborach samorządowych w 1998 bezskutecznie ubiegała się o mandat radnej powiatu zawierciańskiego z listy Akcji Wyborczej Solidarność. Związała się następnie z Prawem i Sprawiedliwością, została pełnomocnikiem powiatowym partii. W wyborach w 2010 i 2014 ponownie kandydowała do rady tego powiatu. W 2015 kandydowała do Sejmu w okręgu sosnowieckim, otrzymując 4377 głosów, co przełożyło się na 5. miejsce wśród kandydatów PiS, które otrzymało w tym okręgu 4 mandaty. W 2018 uzyskała możliwość objęcia mandatu posła, zwolnionego przez wybranego na wicemarszałka województwa śląskiego Dariusza Starzyckiego, na co wyraziła zgodę. Złożyła ślubowanie 5 grudnia 2018.
W wyborach w 2019 z powodzeniem ubiegała się o poselską reelekcję, otrzymując 7574 głosy. W 2023 nie została wybrana na kolejną kadencję. W 2024 uzyskała mandat radnej powiatu zawierciańskiego.